# Shibazaki Keiji

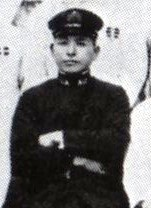
Shibazaki Keiji

Shibazaki Keiji (jap. 柴崎 恵次; * 9. April 1894 in der Präfektur Hyōgo; † 21. November 1943 bei den Gilbertinseln) war ein Konteradmiral der Kaiserlich Japanischen Marine im Zweiten Weltkrieg. Bekanntheit erlangte er durch seinen Kampf auf der Insel Betio, im Tarawa-Atoll, gegen die amerikanischen Landungstruppen am 20. bis 21. November 1943. Er wurde während der Schlacht um die Gilbertinseln getötet und nach seinem Tod zum Vizeadmiral befördert.

## Leben

### Militärische Karriere
Shibazaki wurde 1894 in der Präfektur Hyōgo geboren. Er studierte an der Kaiserlich Japanischen Marineakademie 1915 und diente als Unteroffizier und Leutnant auf dem Panzerkreuzer Azuma, dem Dreadnought Settsu, dem Panzerkreuzer Yakumo und dem Schlachtschiff Satsuma. Er wurde zum Oberleutnant zur See (Kaigun Chūi) befördert und diente als Leitender Ingenieur auf dem Zerstörer Kaba. Später wurde er Zweiter Leutnant auf dem Schlachtschiff Yamashiro.
Shibazaki wurde 1921 zum Kaigun Daii (Kapitänleutnant) erhoben und studierte 1922–1924 an der Kaiserlichen Marine Akademie Navigation, um auf Kriegsschiffen als Navigationsoffizier zu arbeiten. Er diente 1925 als Leitender Navigationsoffizier auf den Kriegsschiffen Tachikaze (Zerstörer) und Musashi (Küstenverteidigungsschiff). Zwischendurch machte er eine zweimonatige Pazifikreise mit dem Marinetanker Kamoi. 1927 wurde er vom Obersten Marineamt zum Korvettenkapitän (Kaigun Shōsa) befördert. Er wurde nach China verschifft und dort als Adjutant Prinz Kuni Asaakira, dem Waffenoffizier des Kreuzers Kiso, zur Verfügung gestellt. Er blieb auf der Kiso bis 1933.
1936 übernahm Shibazaki das Kommando der Kanonenboots Ataka, mit dem er mehrere Amphibienlandungsübungen in China und den Pazifikinseln vornahm. Er wurde 1937 zum Kapitän zur See (Kaigun Taisa) befördert und diente 1937–1942 in verschiedenen Marinebehörden in Kure, Tokyo und Shanghai.

### Verteidigung von Tarawa
Shibazaki wurde im Mai 1943 zum Konteradmiral (Kaigun Shōshō) befördert und kurz darauf nach Betio, Tarawa-Atoll beordert. Er kam dort am 17. September mit einem Schiffskonvoi an, um Konteradmiral Tomanari Saichirō (友成 佐市郎) abzulösen, der Tarawa befestigt hatte. Die Garnison Tarawas war mit etwa 4800 Soldaten besetzt, die aus 1122 Marineinfanteristen der 3. Sonderstützpunkteinheit (第3特別根拠地隊), Dai-3 Tokubetsu Konkyochitai bestanden, ergänzt durch 800 Mann der 6. Yokosuka-Speziallandungseinheit, 1497 Marineinfanteristen der 7. Sasebo-Speziallandungseinheit, 1427 (koreanischen und chinesischen) Hilfssoldaten und Zwangsarbeitern und einer Gruppe von 970 Soldaten der 4. Flottenkonstruktions-Entsendeeinheit (第4艦隊設営派遣隊, Dai-4 Kantai Setsuei Hakentai).
Konteradmiral Shibazaki baute im Juli 1943 die großen Verteidigungsanlagen auf Betio weiter aus, um es gegen die Amerikanischen Marines zu verteidigen. Vor allem sein strategisch wichtiger Flugplatz sollte nicht in die Hände der USAAF fallen. Shibazaki sagte seinen Truppen, die Insel könnte eine 100-jährige Belagerung durch eine Million Feinde aushalten. Er entwarf auch einen Plan, genannt den Yogaki-Plan, um die Insel zu verteidigen.

### Tod
Die Marines landeten am 20. November auf der Insel. Das Verteidigungssystem nagelte die ersten Einheiten auf den Stränden fest, aber mit dem massiven Einsatz von Flammenwerfern und Bulldozern wurde die erste Defensivlinie der Japaner zerstört, und die US-Truppen eroberten schon am ersten Tag das wichtige Rollfeld.
Shibazaki wurde vermutlich in den ersten Stunden des 21. November getötet: ein US-Zerstörer, vermutlich die Ringgold, nahm den Sektor, der von dem Bunker von Shibazaki kontrolliert wurde, unter heftigen Beschuss. Ein Augenzeuge, einer der wenigen japanischen Überlebenden, sah ihn mit seinen Stabsoffizieren in Richtung Bunker eilen. Ein Geschoss muss zwischen ihnen eingeschlagen sein, und Konteradmiral Shibazaki wurde vermutlich sofort getötet.